# Bryorachis
Bryorachis is een mosdiertjesgeslacht uit de familie van de Phidoloporidae en de orde Cheilostomatida. De wetenschappelijke naam ervan is in 1998 voor het eerst geldig gepubliceerd door Gordon & Arnold.

## Soorten
- Bryorachis curiosa Gordon & Arnold, 1998
- Bryorachis pichoni Gordon & Arnold, 1998